# Whitea crassipes
Whitea crassipes är en insektsart som beskrevs av Marius Descamps 1977. Whitea crassipes ingår i släktet Whitea och familjen Thericleidae. Inga underarter finns listade i Catalogue of Life.